# Хомоморфизам
Хомоморфизам (од грч. homós - исти, грч. morphe - облик, форма) у математици представља пресликавање између две алгебарске структуре истог типа, које чува њихову форму.

## Особине
Нека су {\displaystyle (M,\cdot )} и {\displaystyle (K,\times )} две алгебарске структуре истог типа (група, поље, моноид итд.). Ако је пресликавање {\displaystyle f:M\rightarrow K} хомоморфизам а {\displaystyle a,b\in M} важиће:
{\displaystyle f(a\cdot b)=f(a)\times f(b)}

## Врсте хомоморфизама
- Изоморфизам је бијективни хомоморфизам. Два објекта су изоморфна ако постоји изоморфизам између њих. Изоморфни објекти су потпуно неразазнатљиви што се тиче структуре која је у питању.

- Епиморфизам је сурјективни хомоморфизам.

- Мономорфизам је инјективни хомоморфизам.

- Хомоморфизам са неког објекта на самог себе се зове ендоморфизам.

- Ендоморфизам који је и изоморфизам се зове аутоморфизам.

У ширем контексту пресликавања која чувају структуру, начелно није довољно дефинисати изоморфизам као бијективни морфизам. Потребан услов је и да је инверзни морфизам истог типа. У алгебарским условима, овај додатни услов је аутоматски задовољен.

Односи између различитих врста хомоморфизама.
H = скуп хомоморфизама,  = скуп мономорфизама,
P = скуп епиморфизама,  = скуп изоморфизама,
N = скуп ендоморфизама,  = скуп аутоморфизама.
 Приметити да: M ∩ P = S, S ∩ N = A, док класе
M ∩ N \ A и P ∩ N \ A могу бити непразне једино у случају бесконачних група.